# آدم ستيجكال
آدم ستيجكال هو لاعب كرة قدم تشيكي، ولد في 23 أغسطس 2002 في جمهورية التشيك.

## وصلات خارجية
- آدم ستيجكال على موقع قاعدة بيانات كرة القدم.إي يو (الإنجليزية)
- آدم ستيجكال على موقع Soccerway.com (الإنجليزية)
- آدم ستيجكال على موقع عالم كرة القدم.نت (الإنجليزية)